# Station Winsum
Station Winsum is het spoorwegstation van de plaats Winsum in de provincie Groningen. Het is gelegen aan de spoorlijn Sauwerd - Roodeschool. Het oorspronkelijke stationsgebouw is in 1973 gesloopt.
Vanaf 1922 takte ten noorden van Winsum de spoorlijn naar Zoutkamp af, maar die lijn werd in 1938 gesloten voor reizigersvervoer en in 1942 opgebroken op last van de Duitse bezetters.
Station Winsum is een belangrijk knooppunt in het noordelijk streekbusvervoer. Buslijnen vanuit het Marnegebied sluiten in Winsum aan op de treinen van en naar Groningen.

## Verbindingen

### Trein
| Serie      | Treinsoort         | Route                                        | Bijzonderheden                                 |
| ---------- | ------------------ | -------------------------------------------- | ---------------------------------------------- |
| 37600 RS 4 | Stoptrein (Arriva) | Groningen – Winsum – Roodeschool – Eemshaven | Vier à vijf treinen per dag van/naar Eemshaven |

### Bus
- 36: Winsum - Oldehove
- 65: Zoutkamp - Winsum - Groningen
- 66: Zoutkamp - Winsum - Groningen (spitsbus)
- 68: Winsum - Pieterburen - Hornhuizen

## Afbeeldingen

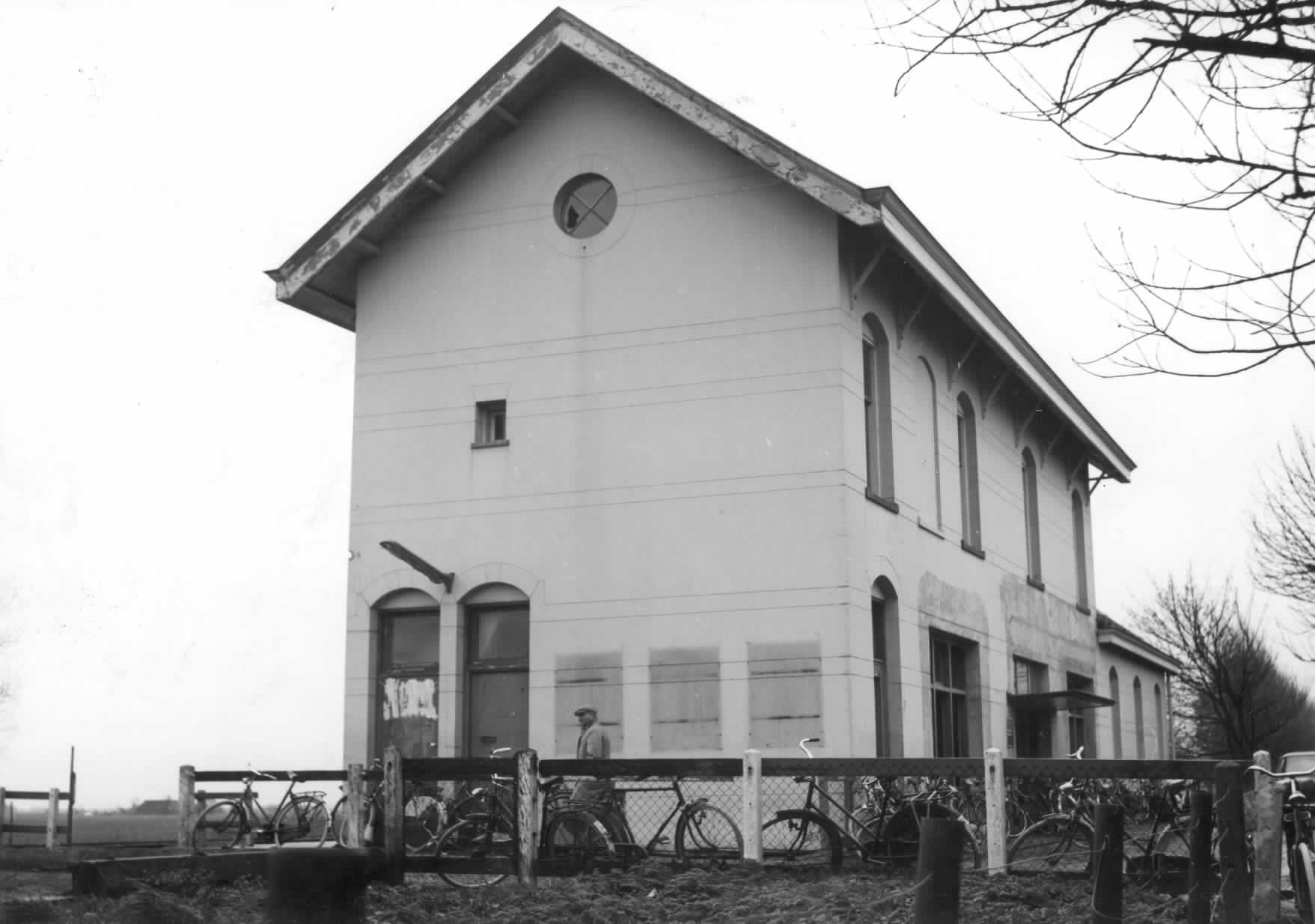
Het voormalige stionsgebouw (1970)
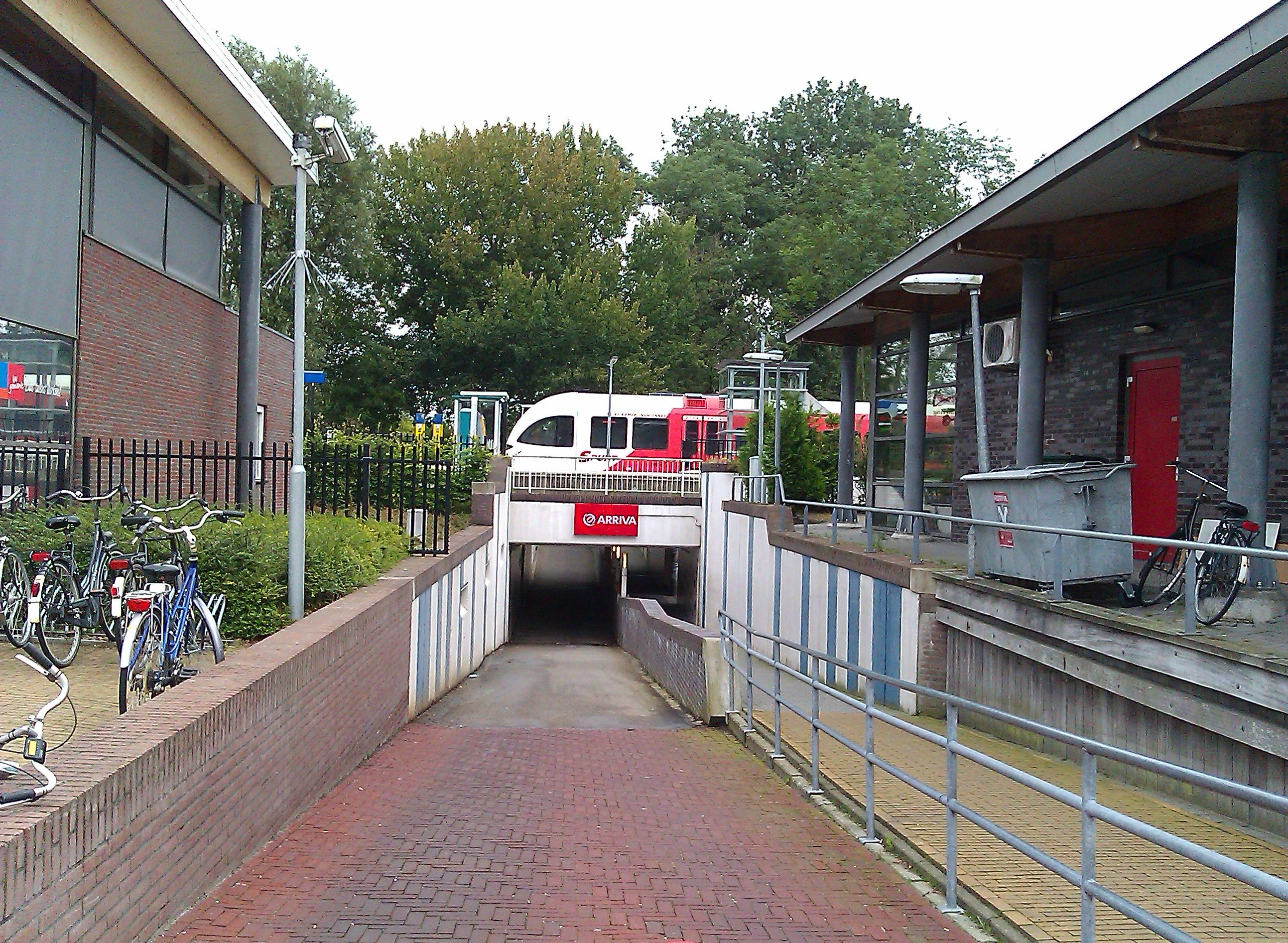
Het station in 2011
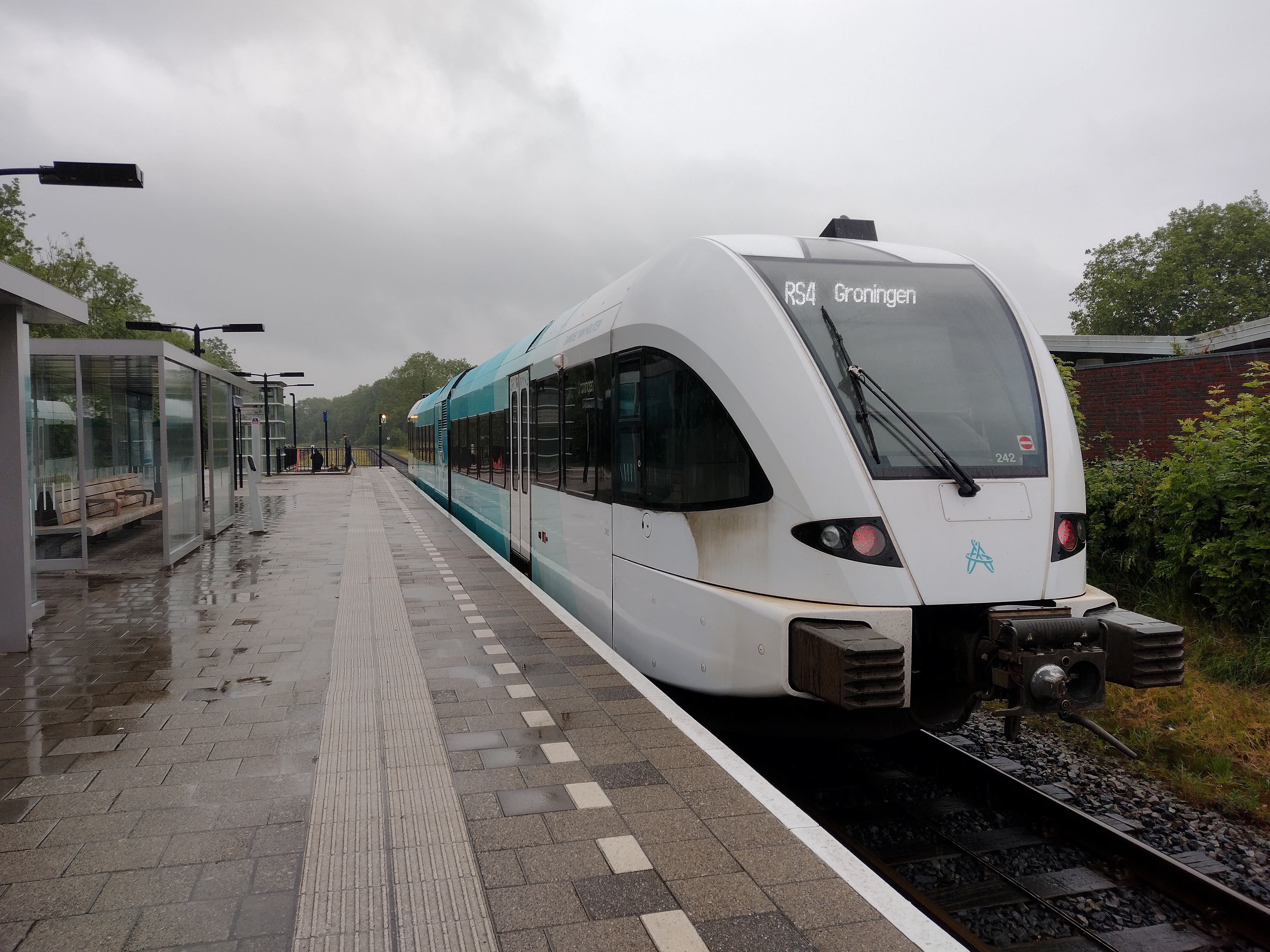
Arriva GTW op het station

0,0: Sauwerd ·
4,6: Winsum ·
8,1: Baflo ·
12,8: Warffum ·
Wadwerd ·
16,0: Usquert ·
Munnikenweg ·
20,7: Uithuizen ·
Dingeweg ·
23,8: Uithuizermeeden ·
Meedsterweg ·
26,9: Roodeschool ·
1,0: Roodeschool ·
Eemshaven
0: Winsum ·
6,2: Eenrum ·
9,0: Wehe-Den Hoorn ·
12,3: Leens ·
13,7: Breweelsterweg ·
15,5: Ulrum ·
18,4: Zoutkamp
Appingedam · 
Bad Nieuweschans ·
Baflo · 
Bedum · 
Delfzijl · 
-West · 
Eemshaven ·
Grijpskerk · 
Groningen · 
-Europapark ·
-Noord ·
Haren · 
Hoogezand-Sappemeer · 
Kropswolde · 
Loppersum · 
Martenshoek · 
Roodeschool · 
Sauwerd · 
Scheemda · 
Stedum · 
Uithuizen · 
Uithuizermeeden · 
Usquert · 
Veendam · 
Warffum · 
Winschoten · 
Winsum · 
Zuidbroek · 
Zuidhorn
Voormalige stations: zie de lijst van voormalige spoorwegstations in Groningen